# 七二水災
七二水災，又稱敏督利風災，是2004年6月30日至7月6日間發生於臺灣中部、南部及東部的一起嚴重水災，肇事主因是由颱風敏督利引進的強烈西南氣流所挾帶的猛烈降雨量。是臺灣自2001年颱風桃芝以來最嚴重的水災，造成33人罹難、12人失蹤，農業損失逾新臺幣89億元，期間臺灣多處淹水、山崩與土石流。

## 影響
- 中部橫貫公路自7公里處便傳出災情，至少有十餘處橋樑斷裂、路基流失及土石流。
- 北港溪溪水暴漲，位於南投縣國姓鄉的全台唯一三級古蹟橋樑糯米橋被沖毀，僅存橋基仍在。
- 大甲溪青山電廠全毀，德基、天輪、谷關發電廠亦遭溪水侵入。
- 新草嶺潭遭到土石掩埋。
- 埔里鎮一處民宅被土石掩埋，2人死亡。
- 臺中市和平區、南投縣仁愛鄉多個部落對外交通中斷。
- 臺中市東勢區多處淹水，東勢國中亦遭水患，水深約到小腿，帶來大量汙泥。
- 高雄市荖濃溪、高屏溪、旗山溪溪水暴漲，兩座橋樑被沖毀，10座橋樑宣布封閉。多條公路及隧道淹水，令車輛無法行駛。在美濃區，因為大雨不斷，對外交通中斷，4萬多人無法外出。
- 蘭嶼對外交通中斷超過一星期。
- 台南市淹水的地方則在鹽水一帶；後壁區也曾出現嚴重積水，一度造成台鐵縱貫鐵路南段中斷。

### 大考延考爭議
每年的7月1日至7月3日，是台灣舉辦大學入學指定科目考試的日子。在敏督利生成並逐漸朝台灣逼近後，各界開始關心大考是否會因颱風來襲而延後；大考中心則對外表示依中央氣象局預報來決定，並聲明若有任一縣市因颱風停止上班，則全國延考。6月30日晚間，大考中心宣布如期舉行考試，但將在7月1日清晨才會作出最後決定；而此時已經有考生因機場關閉及交通船停駛而受困於蘭嶼，確定無法準時抵達台灣本島考試。
7月1日，大學入學指定科目考試自然組如期舉行考試，有許多考生卻因等待宣布延考與否或交通受阻而無法趕上考試。在東部及屏東考生在大風大雨中前往應試的景象被各大媒體報導之後，教育部及大考中心便成為眾矢之的，輿論指責其決策反覆嚴重影響考生權益，甚至指出是大考中心「施壓」東部各縣市政府不准宣布停止上班。教育部及各縣市長對此事加以否認。台東縣縣長徐慶元表示，台東地區確實已達停止上班上課標準，但「為顧及全國考生權益及台東考生安全」，因此決定台東考區考場所在的台東市在考試結束後才停止上班。對如期考試的決定，東部考生家長直指大考中心根本是「不尊重考生生命安全」，大考中心主任也為決策反覆出面道歉。
7月2日的共同科、7月3日的社會組考試也如期舉行，但中南部因豪雨災情頻傳，多處交通中斷，致使許多考生無法參加考試，歷史科全國缺考率達7.38%，受災嚴重的台中一考區及南投考區更達到14%，雲林及屏東考區缺考率也比往年高出許多，受到影響的考生及家長都表示嚴重不滿。7月7日，民主進步黨立法委員何金松抨擊，教育部部長杜正勝在敏督利颱風侵襲時跑去泡茶、跑去看舞台劇《貓》，漠視考生權益，嚴重影響該黨在中南部選票；杜正勝回應，「在我的責任範圍之內，我盡了我的力量，另外的是我個人的生活」。最後，大考中心在7月21日至23日舉行補考，並以外加名額方式處理。

## 來源出處
1. ↑  蔡惠萍、羅嘉薇、何明國、尚毅夫. . 聯合報. 2004-07-08.
2. ↑  李宛蓉、徐嘉樂. . TVBS新聞. 2004-07-07  [2018-07-25]. （原始内容存档于2005-04-21）.

## 外部連結
- 中央氣象局敏督利颱風相關資料 （页面存档备份，存于）